# Oberamt Calw

Karte der württembergischen Oberämter, Stand 1926

Das Oberamt Calw war ein württembergischer Verwaltungsbezirk (auf beigefügter Karte # 9), der 1934 in Kreis Calw, 1938 in Landkreis Calw umbenannt wurde und dabei um die meisten Gemeinden der zu diesem Zeitpunkt aufgelösten Oberämter Nagold und Neuenbürg erweitert wurde. Allgemeine Bemerkungen zu den württembergischen Oberämtern siehe Oberamt (Württemberg).

## Geschichte

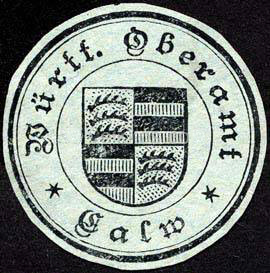
Briefsiegel des württembergischen Oberamts Calw

Bereits im 14. Jahrhundert war die Stadt Calw Hauptort einer württembergischen Vogtei. Das hieraus entstandene Amt, ab 1758 Oberamt, Calw, dem auch das Amt Zavelstein unterstellt war, erhielt im Zuge der Verwaltungsneugliederung ab 1806 erheblichen Gebietszuwachs durch Teile der aufgehobenen Ämter Hirsau, Herrenalb und Wildberg. Nachbarn des von 1818 bis 1924 dem Schwarzwaldkreis zugeordneten Bezirks waren nach der Neuordnung die württembergischen Oberämter Neuenbürg, Nagold, Leonberg, Böblingen, Herrenberg sowie das Großherzogtum Baden.

### Ehemalige Herrschaften

Oberamt Calw, Gebietsstand 1813, mit den früheren Ämtergrenzen

1813, nach Abschluss der Gebietsreform, setzte sich der Bezirk ausschließlich aus altwürttembergischen Orten zusammen, die im Jahr 1800 zu folgenden Ämtern gehört hatten:
- Oberamt Calw: Calw, Aichhalden, Altburg, Dachtel, Deckenpfronn, Martinsmoos, Möttlingen, Neuweiler mit Hofstett und den Bergorten (Aichelberg, Hünerberg, Meistern), Speßhardt (teilweise) mit Alzenberg, Oberriedt, Weltenschwann und Wimberg, Zwerenberg mit Hornberg und Oberweiler (teilweise);
  - Amt Zavelstein: Zavelstein, Breitenberg, Emberg, Holzbronn, Oberkollwangen, Rötenbach, Schmieh, Sommenhardt mit Kentheim und Lützenhardt, Speßhardt (teilweise), Teinach, Würzbach mit Naislach;
- Oberamt Altensteig: Zwerenberg mit Hornberg und Oberweiler (teilweise);
- Oberamt Wildberg: Neubulach, Altbulach, Liebelsberg, Oberhaugstett;
- Oberamt Böblingen: Ostelsheim;
- Klosteramt Hirsau: Hirsau (mit Ernstmühl links der Nagold), Agenbach, Oberkollbach mit Eberspiel, Oberreichenbach, Ottenbronn, Stammheim mit den Höfen Dicke und Waldeck;
- Kloster-Herrenalber Amt Merklingen: Gechingen, Alt- und Neu-Hengstett, Simmozheim.

## Gemeinden

### Einwohnerzahlen 1858
Folgende Gemeinden waren 1860 dem Oberamt Calw unterstellt:
| Nr. | frühere Gemeinde                                                                  | Einwohnerzahl 1858 | Einwohnerzahl 1858 | heutige Gemeinde       |
| --- | --------------------------------------------------------------------------------- | ------------------ | ------------------ | ---------------------- |
| Nr. | frühere Gemeinde                                                                  | evangelisch        | katholisch         | heutige Gemeinde       |
| 1   | Calw                                                                              | 4136               | 47                 | Calw                   |
| 2   | Agenbach                                                                          | 216                | –                  | Neuweiler              |
| 3   | Aichhalden und Oberweiler                                                         | 257                | –                  | Simmersfeld            |
| 4   | Altbulach mit Kohlersthal, Seitzenthal, Thalmühle und Walkmühle                   | 600                | –                  | Neubulach              |
| 5   | Altburg mit Spindlershof und Weltenschwann                                        | 827                | –                  | Calw                   |
| 6   | Althengstett                                                                      | 1026               | –                  | Althengstett           |
| 7   | Bergorte, bestehend aus Aichelberg, Hünerberg, Meistern, Rehmühle, Kälbersägmühle | 285                | –                  | Bad Wildbad            |
| 8   | Breitenberg                                                                       | 447                | 1                  | Neuweiler              |
| 9   | Dachtel                                                                           | 475                | 1                  | Aidlingen              |
| 10  | Deckenpfronn                                                                      | 1206               | –                  | Deckenpfronn           |
| 11  | Dennjächt mit Thann                                                               | 261                | 1                  | Unterreichenbach       |
| 12  | Emberg                                                                            | 154                | –                  | Bad Teinach-Zavelstein |
| 13  | Ernstmühl 1                                                                       | 108                | –                  | Calw                   |
| 14  | Gechingen                                                                         | 1141               | 1                  | Gechingen              |
| 15  | Hirschau 2 mit Altburger Sägmühle, Ernstmühl 1 und Lützenhardt                    | 724                | 2                  | Calw                   |
| 16  | Holzbronn                                                                         | 419                | –                  | Calw                   |
| 17  | Hornberg                                                                          | 184                | –                  | Altensteig             |
| 18  | Liebelsberg                                                                       | 436                | 1                  | Neubulach              |
| 19  | Liebenzell mit unterem und oberem Bad, Kupferhammer, Maisenbacher Sägmühle        | 906                | 8                  | Bad Liebenzell         |
| 20  | Martinsmoos                                                                       | 336                | –                  | Neubulach              |
| 21  | Monakam                                                                           | 281                | 3                  | Bad Liebenzell         |
| 22  | Möttlingen                                                                        | 596                | 5                  | Bad Liebenzell         |
| 23  | Neubulach                                                                         | 733                | 9                  | Neubulach              |
| 24  | Neuhengstett                                                                      | 472                | 10                 | Althengstett           |
| 25  | Neuweiler mit Hofstett                                                            | 600                | 6                  | Neuweiler              |
| 26  | Oberhaugstett                                                                     | 455                | 2                  | Neubulach              |
| 27  | Oberkollbach mit Ebersbühl 3                                                      | 455                | –                  | Oberreichenbach        |
| 28  | Oberkollwangen                                                                    | 215                | –                  | Neuweiler              |
| 29  | Oberreichenbach                                                                   | 358                | 1                  | Oberreichenbach        |
| 30  | Ostelsheim                                                                        | 748                | 1                  | Ostelsheim             |
| 31  | Ottenbronn                                                                        | 343                | –                  | Althengstett           |
| 32  | Röthenbach                                                                        | 221                | –                  | Bad Teinach-Zavelstein |
| 33  | Schmieh                                                                           | 118                | –                  | Bad Teinach-Zavelstein |
| 34  | Simmozheim                                                                        | 1088               | 28                 | Simmozheim             |
| 35  | Sommenhardt mit Lützenhardt und Kentheim                                          | 526                | 2                  | Bad Teinach-Zavelstein |
| 36  | Speßhardt mit Alzenberg und Oberried 4                                            | 377                | 1                  | Calw                   |
| 37  | Stammheim                                                                         | 1208               | 1                  | Calw                   |
| 38  | Teinach                                                                           | 466                | 9                  | Bad Teinach-Zavelstein |
| 39  | Unterhaugstett                                                                    | 386                | 3                  | Bad Liebenzell         |
| 40  | Unterreichenbach                                                                  | 475                | 5                  | Unterreichenbach       |
| 41  | Würzbach mit Naislach                                                             | 290                | –                  | Oberreichenbach        |
| 42  | Zavelstein                                                                        | 354                | 12                 | Bad Teinach-Zavelstein |
| 43  | Zwerenberg                                                                        | 332                | –                  | Neuweiler              |
|     | Summe                                                                             | 25.241             | 160                |                        |

### Änderungen im Gemeindebestand seit 1813

Gemeinden und Markungen um 1860

1838 wurde Eberspiel, das bis um 1830, dann wieder ab 1835 selbständige Gemeinde war, endgültig nach Oberkollbach eingemeindet.
1842 kamen die Gemeinden Dennjächt, Ernstmühl, Liebenzell, Monakam, Unterhaugstett und Unterreichenbach vom Oberamt Neuenbürg zum Oberamt Calw. Im selben Jahr wurde Oberweiler von Hornberg nach Aichhalden umgemeindet.
1850 trennten sich Aichelberg, Hünerberg und Meistern von Neuweiler und bildeten zusammen eine selbständige Gemeinde, die zunächst als Bergorte, bisweilen mit dem Zusatz (oder Aichelberg), bezeichnet wurde. 1938 wurde der Name in Aichelberg geändert.
1914 wurde Dennjächt nach Unterreichenbach eingemeindet.
1920 wurde Ernstmühl nach Hirsau eingemeindet.
1933 wurden Speßhardt und Oberriedt von Alzenberg nach Altburg umgemeindet.
1935 wurde Alzenberg nach Calw eingemeindet.

## Amtsvorsteher
Die Oberamtmänner des Oberamts Calw ab 1808 bis zu dessen Auflösung waren:
- 1808–1817: Friedrich Braun
- 1818–1850: Wilhelm Ludwig Gmelin
- 1850–1861: Christian Ludwig Fromm
- 1861–1866: Gottlob Friedrich Bernhard von Schippert
- 1866–1872: Eugen Rudolph Wilhelm Thym
- 1872–1879: Karl Doll
- 1879–1887: Gustav Flaxland
- 1887–1892: Gustav von Supper
- 1892–1894: Wilhelm Lang
- 1894–1910: Theodor Völter
- 1910–1917: Maximilian Binder
- 1917–1924: Julius Gös
- 1924–1933: Friedrich Rippmann
- 1933–1936: Alfred Nagel